# New Democratic Party of Prince Edward Island
Die New Democratic Party of Prince Edward Island (NDP PEI) ist eine sozialdemokratische politische Partei in der kanadischen Provinz Prince Edward Island. Im Gegensatz zu den meisten anderen kanadischen Parteien ist sie ein integraler Bestandteil der Mutterpartei auf Bundesebene, der Neuen Demokratischen Partei. Dies bedeutet, dass Mitglieder der Provinzpartei automatisch auch der Bundespartei angehören, was im politischen System Kanadas üblicherweise nicht der Fall ist. Seit der Wahl am 3. April 2023 stellt die NDP 0 von 27 Abgeordneten in der Legislativversammlung von Prince Edward Island.

## Geschichte
Gegründet wurde die Partei 1936 als Sektion der Co-operative Commonwealth Federation (CCF).
1961 wurde die Partei aufgrund einer Vereinbarung zwischen der CCF und dem Canadian Labour Congress in die Neue Demokratische Partei umgewandelt. Der Föderalsvorsitzende der Neuen Demokratischen Partei Tommy Douglas nahm am ersten Parteitag die New Democratic Party of Prince Edward Island teil.
Die erste Provinzwahl, an der die Partei teilnahm, fand 1974 statt. Unter dem Parteivorsitzenden Aquinas Ryan, einem Schulleiter aus Kings County, erhielt die Partei 6.786 Stimmen (5,90 %), aber keine Sitze in der Legislativversammlung. Zwischen 1978 und 1993 erhielt die Partei weniger als fünf Prozent der Stimmen. Bei der Provinzwahl 1993 führte Parteivorsitzender Larry Duchesne die Partei zu einer Verbesserung von 7.819 Stimmen (5,36 %). Duchesne belegte im Wahlkreis Prince IV. den dritten Platz und trat nach der Wahl als Parteivorsitzender zurück. Arzt Dr. Herb Dickieson folgte ihm als Parteivorsitzender nach. Dr. Dickieson war ein beliebter Politiker in der Provinz, selbst unter liberalen und konservativen Wählern. Er konzentrierte sich auf ländliche Themen und das Gesundheitswesen.
Aufgrund der sinkenden Popularität der Prince Edward Island Liberal Party konnte die Partei in der Zeit von 1996 bis 2000 Unterstützung gewinnen. Die Liberalen hatten Anfang der 1990er Jahre allen Regierungsangestellten eine Gehaltskürzung von 7,5 % auferlegt, was der Popularität der Partei fast ein Jahrzehnt lang schadete. Bei der Provinzwahl 1996 erhielt die Partei 6.283 Stimmen (7,85 %). Im Wahlkreis West Point-Bloomfield wurde der Parteivorsitzende Dickieson gewählt. Dickieson bleibt der einzige Neue Demokrat, der jemals in die Legislativversammlung von Prince Edward Island gewählt wurde. Bei der Provinzwahl 2000 erhielt die Partei eine verbesserte Gesamtzahl von 6.670 Stimmen (8,39 %), verlor jedoch ihren einzigen Sitz in der Legislativversammlung.
Im Jahr 2002 trat Dickieson als Vorsitzender zurück und wurde durch Gary Robichaud ersetzt. Die Provinzwahl 2003 ergab ein schlechtes Ergebnis von 3,06 % der Stimmen. Gründe waren die Erholung der Prince Edward Island Liberal Party und der Abgang des beliebten Dr. Dickieson als Parteivorsitzender. Robichaud trat am 23. Juni 2005 als Parteivorsitzender zurück, nachdem er seit 2003 gegen Bronchialkarzinom gekämpft hatte, und starb kurz darauf. Beim Parteitag 2006 wurde der Schauspieler Dean Constable zum Parteivorsitzenden gewählt.
Sowohl bei den Wahlen 2007 als auch 2011 erhielt die Partei weniger als vier Prozent der Stimmen. 
Beim Parteitag 2012 besiegte Michael Redmond Trevor Leclerc und wurde Parteivorsitzender. Unter Redmonds Führung erhielt die Partei bei der Provinzwahl 2015 einen Rekordwert von 8.997 Stimmen (10,97 %), gewann jedoch keine Sitze.
Beim Parteitag 2018 wurde der ehemalige katholische Missionar Joe Byrne zum Parteivorsitzenden gewählt. Er besiegte Margaret Andrade, eine ehemalige Stadträtin, und Parteifunktionärin Susan MacVittie. Nachdem die Partei bei der Provinzwahl 2019 schlecht abgeschnitten hatte, trat Byrne 2020 als Parteivorsitzender zurück.
Im Jahr 2022 wurde Michelle Neill Parteivorsitzende. Bei der Provinzwahl 2023 erhielt die Partei 3.359 Stimmen (4,49 %).

## Parteivorsitzende
- Michelle Neill (seit 2022)
- Joe Byrne, (2018–2020)
- Michael Redmond (2012–2017)
- James Rodd (2007–2012)
- Dean Constable (2006–2007)
- Gary Robichaud (2002–2005)
- Herb Dickieson (1995–2002)
- Larry Duchesne (1991–1995)
- Dolores Crane (1989–1991)
- Jim Mayne (1983–1989)
- David Burke (1982–1983)
- Douglas Murray (1981–1982)
- Doreen Sark (1979–1981)
- Aquinas Ryan (1972–1979)
- David Hall (1972)

## Wahlergebnisse
| Wahl | Sitze total | Kandi- daten | Gew. Sitze | Stimmen | Anteil  |
| ---- | ----------- | ------------ | ---------- | ------- | ------- |
| 2023 | 27          | 27           | 0          | 3.359   | 4,49 %  |
| 2019 | 27          | 23           | 0          | 2.454   | 2,96 %  |
| 2015 | 27          | 27           | 0          | 8.997   | 10,97 % |
| 2011 | 27          | 14           | 0          | 2.355   | 3,16 %  |
| 2007 | 27          | 15           | 0          | 1.597   | 1,96 %  |
| 2003 | 27          | 24           | 0          | 2.460   | 3,06 %  |
| 2000 | 27          | 27           | 0          | 6.670   | 8,39 %  |
| 1996 | 27          | 27           | 1          | 6.283   | 7,85 %  |
| 1993 | 32          | 23           | 0          | 7.819   | 5,36 %  |
| 1989 | 32          | 17           | 0          | 4.902   | 3,46 %  |
| 1986 | 32          | 16           | 0          | 5.965   | 3,99 %  |
| 1982 | 32          | 3            | 0          | 629     | 0,47 %  |
| 1979 | 32          | 5            | 0          | 1.655   | 1,29 %  |
| 1978 | 32          | 6            | 0          | 1.173   | 0,93 %  |
| 1974 | 32          | 20           | 0          | 6.786   | 5,90 %  |